# Bousra al-Harir
Bousra al-Harir (en arabe : بصرالحرير, également orthographié Busr al-Hariri, Basr al-Harir ou Busra Hariri) est une ville du sud de la Syrie, faisant partie du Gouvernorat de Deraa située dans la plaine du Hauran. Elle est située au nord-est de Daraa et au nord-ouest de l'as-Suwayda. À proximité des localités de Mahila al-Atash au sud-est, al-Sheikh Maskin à l'est, Izra au nord-est, Harran, au nord-ouest, Najran à l'ouest, Al-Mazraa à l'ouest et Nahitah au sud. Au cours du recensement de 2004, le Bureau central des statistiques syrien a évalué la population à 13 315 personnes. Ses habitants sont majoritairement musulmans sunnites.

## Histoire
Busra al-Harir a été identifié comme étant la ville biblique de "Bosr" où Gilead fut capturé par Judas Maccabée. Des ruines de la période byzantine furent trouvées dans la ville. Ces ruines étaient celles d'un temple romain dédié à une divinité non identifiée ; il a été consacré en église aux alentours de 517-18 av. J.-C. Le temple fut construit par un Fl. Chrysaphios, mais fut consacré par l'archidiacre Elias, au nom de l'évêque Varus de Zorava. Une famille chrétienne notable de cette époque, les Maiorinus, avaient un domaine à Busra al-Harir. Cette famille joua un rôle important dans la conversion des habitants de la plaine de Lejah au christianisme. Il est possible que le tombeau d'Elias soit celui du prophète Élisée.
Yaqut al-Hamawi se rendit à Busra al-Harir pendant le règne d'Ayyoubide 1220. Il l'a nommée "Busr" et a noté qu'il s'agissait d'un "village du Hauran" dans la plaine de Lejah. Busr contient un sanctuaire consacré au prophète Josué (en arabe : "Nabi Yusha"), ainsi que le tombeau de Sheikh al-Hurairi. Selon al-Hraoui, le tombeau de Ilyas ("Elias") était vénéré à Busra al-Harir.

### Époque ottomane
Au début de l'Empire Ottoman, Busra al-Harir était un grand village. En 1596, il est apparu dans le registre des taxes fiscales Ottoman comme Busr et faisait partie de la nahiya de Badi Sarma dans le Qada du Hauran. À cette époque, tous les habitants étaient musulmans et la population se composait de 42 foyers et 31 diplômés. Ils payaient des taxes sur le blé, l'orge, les cultures d'été, les chèvres et/ou des ruches.
Vers la fin de la domination ottomane en Syrie, les habitants de Busra al-Harir s'engagèrent dans des affrontements réguliers avec les habitants de Jabal al-Druze. En 1879, une bataille éclata entre les habitants et les Druzes après que les habitants musulmans de plusieurs villages voisins se réfugièrent à Busra al-Harir à la suite des combats entre le clan Al-Atrash, des Druzes et des Bédouins. Sous la pression du gouvernement ottoman de Damas, une trêve fut trouvée cette année-là, prévoyant que les Druzes évacuent les villages musulmans du Hauran qu'ils avaient de villages musulmans qu'ils avaient occupés.
En 1885, le gouvernement Ottoman détermina que Busra al-Harir serait l'une des 42 stations du télégraphe au sein du réseau s'étendant d'Alep au nord à la bande de Gaza au sud. En 1892, Osman Nuri Pacha, gouverneur ottoman de Damas, exigea un relevé des possessions des terres de Busra al-Harir afin de pouvoir étendre le contrôle du gouvernement central sur la valeur des terres du Hauran et de la Transjordanie. Les habitants de la ville s'opposèrent à ce relevé, échangeant des coups de feu avec les autorités et blessant le gouverneur de district.
En mai 1909, un différend entre le chef de la région de Jabal al-Druze, Yahya "Bey" Atrash, et son associé dans l'exploitation du moulin à vapeur de Busra al-Harir conduisit à des affrontements armés entre les Druzes et les habitants. Ces derniers furent protégés par le gouvernement ottoman, qui envoya une force militaire importante dirigée par Sami Pacha Faruqi pour mater la révolte des Druzes en août 1910. Busra al-Harir fut l'une des principales villes de garnison à partir desquelles l'armée ottomane lança sa campagne. Les forces druzes des al-Atrash furent défaite avec plus de 2 000 morts et des centaines de combattants emprisonnés. À la suite de ces affrontements, le gouvernement étendra le pouvoir de son administration sur l'ensemble du Hauran.

### La guerre civile syrienne
Busra al-Harir, fut un bastion de l'opposition de l'Armée Syrienne Libre (ALS) au cours du soulèvement en Syrie contre le gouvernement de Bachar al-Assad pendant les années 2011-2012. Depuis la ville et ses alentours, l'ALS conduisit plusieurs attaques sur les lignes d'approvisionnements militaires.
Deux habitants furent tués par les forces de sécurité, le 10 juin 2011, selon l'opposition. La télévision d'État a rapporté qu'un policier avait été abattu dans la ville le 16 septembre 2011. Le 11 décembre, la 12e Brigade Blindée de l'armée arabe syrienne, basée à Izra, prit d'assaut la ville afin de tenter d'en chasser l'ALS.
Selon des militants de l'opposition, deux personnes furent tuées et des dizaines blessées après un bombardement de la ville par les chars de l'armée syrienne, en avril 2012.
Un journaliste indépendant pour Al Jazeera et militant de l'opposition, Mohammad al-Massalma (« al-Horani »), a été tué par un tir de sniper des forces de sécurité dans Busra al-Harir , selon des militants.
Au début de février 2013, une vidéo virale a circulé sur YouTube montrant des soldats de l'armée syrienne dans Busra al-Harir dansant sur le tube Yeah ! du chanteur américain de R&B Usher. La vidéo se termine sur les soldats chantant "Avec notre âme, notre sang, nous nous sacrifions pour toi Bachar !" et tirant en l'air avec leurs armes.